# 深町章
深町 章（ふかまち あきら、1943年4月16日 - ）は、日本の映画監督、脚本家、映画プロデューサーである。本名は稲生 稔（いのう みのる）。助監督時代の筆名は伊能 実（いのう みのる）、監督デビュー後の筆名は稲尾 実（いなお みのる）、東活では荻西 太郎（おぎにし たろう）の名で作品を発表した。

## 人物・来歴

### 助監督・伊能実から監督・稲尾実へ
1943年（昭和18年）4月16日、茨城県水戸市に生まれる。
1959年（昭和34年）4月、茨城県立水戸第一高等学校に進学、1962年（昭和37年）3月に同校を卒業、翌1963年（昭和38年）4月に日本大学藝術学部映画学科に進学した。同期にのちに映画監督・撮影技師になる久我剛（1944年 - ）こと斎藤雅則がいた。在学中の1965年（昭和40年）、新藤孝衛監督の『雪の涯て』に助監督として参加、同作は同年5月に公開された。1967年（昭和42年）3月に同学を卒業する。卒業後も引き続き、独立系成人映画の助監督を続け、渡辺護（1931年 - 2013年）、山本晋也（1939年 - ）、向井寛（1937年 - 2008年）ら、独立系成人映画第一世代の監督に師事した。満27歳を迎える1970年（昭和45年）には、佐々木元監督の『昭和色豪伝 浮気のテクニック』、渡辺護監督の『おんな地獄唄 尺八弁天』、同じく『(秘)湯の町 夜のひとで』でチーフ助監督あるいは製作主任を務めた記録が残っている。渡辺護の回想によれば、自作『男ごろし 極悪弁天』を映画館に見に行ったところ、向井と稲尾がおり、稲尾は場内で拍手するほど同作に感動し、続篇の『おんな地獄唄 尺八弁天』の助監督を志願したのだという。久保新二によれば、稲尾は、清水世津、渚マリが主演した作品を初監督し、完成もしたが、公開されなかったものがあるという。
稲尾がチーフ助監督として師事していた渡辺護は、当時関東映配（のちの大東映画、社長・星光一郎）を中心に作品を発表しており、1971年（昭和46年）、稲尾は、渡辺護のわたなべプロダクションが製作した『色くらべ 色布団』（主演高見由紀）で監督に昇進、同作は5月に公開された。このとき「稲尾 実」とクレジットされ、以降、定着する。同年後半には、関東映配は大東映画と改称するが、稲尾は師の渡辺同様、『セックス・ゲリラ』、『小股切れ味 罠のある性』、『舌と肌と肌』を同社で監督した。この時代の作風として、小田克也は、群馬県を中心とした「地方ロケによるローカル・カラーのナンセンス物」を得意とし、イタリア式コメディ的なオムニバス形式の「艶笑小咄」として、『性愛』（1973年）、『激情のうめき』（1974年）、『にっぽんエロばなし』（主演小杉じゅん、1975年）を挙げている。「サディスティックな残酷性」を回避し、「八木節などの民謡、わらべ唄」的なトーンが画面に表現される作風であったという。当時の外見は大島渚に似ており、ロケーション撮影時にはよく間違えられたという。
1975年（昭和50年）6月に新東宝興業（現在の新東宝映画）が製作・配給した山本晋也監督の『痴漢電車』がヒットし、同年11月には同監督の『痴漢地下鉄』が製作、公開された。これらは、先行する山本晋也の「痴漢シリーズ」として製作された作品であったが、新東宝興業は、稲尾を起用し、同年8月に『痴漢寝台列車』、翌1976年（昭和51年）5月に『痴漢満員電車』を製作、1978年（昭和53年）1月に『痴漢通勤電車』、同年5月に『痴漢各駅停車 おっさん何するんや』、同年8月に『痴漢最終電車』、同年12月に『痴漢快速電車』、1979年（昭和54年）6月に『痴漢電車環状線』、さらには同年7月に『新痴漢地下鉄』を発表、山本晋也（『痴漢地下鉄』）を継承する意思を示し、同年9月に『痴漢電車 インベーダー(秘)大作戦』を発表、このようにして新たに「痴漢電車シリーズ」を創設した。稲尾は、1980年代初頭の滝田洋二郎とともに同シリーズを継承、「痴漢電車シリーズ」は同社の看板番組となった。
1981年（昭和56年）10月に公開された『異常ななぶり』（主演青木三枝子）は、松竹の関係会社である東活（代表・八木脩）が製作した作品であり、以降、同社が製作した作品においては、「荻西 太郎」とクレジットされる。『日本映画監督全集』によれば、この時代は杉並区西荻北に居を構えていた。

### 深町章の時代
1985年（昭和60年）6月に公開された『下半身快感マッサージ』（主演しのざきさとみ）を最後に「稲尾実」の筆名を廃し、同年9月に公開された『人妻プライベートONANIE』以降、「深町 章」と改称する。翌1986年（昭和60年）5月に公開された『ベットでギャル違い』を最後に東活での作品発表を終了し、「荻西太郎」の名も封印、以降、「深町章」名義のみで作品を発表する。
1993年（平成5年）8月13日に公開された『ニッポンの猥褻』は、新東宝映画（社長・後藤功一、設立1964年4月16日）が創立30周年を記念して製作した「好色男の波乱の一代を描く壮大な色情編」で、出演に橋本杏子、石川恵美、林由美香、岸加奈子、久保新二、清水大敬、平賀勘一、池島ゆたか、快楽亭ブラックら当時のスターを配した大作の構えであり、瀬々敬久が脚本を書き、深町はこれを監督した。2001年（平成13年）10月26日に公開された『若妻快楽レッスン 虜』は、深町が師の渡辺護の新作を企画した作品であり、深町はその後も渡辺の『喪服の未亡人 ほしいの…』（2008年4月25日公開）の企画に名を連ねている。2003年（平成15年）5月15日には、『未亡人旅館 したがる若女将』（1999年）以来、深町に脚本を提供してきたかわさきひろゆきの監督第1作『綺麗に咲いた』を製作、ENKプロモーションが配給して公開、つづいて同年10月31日には、国映が製作したかわさきの監督第2作『好色くノ一 愛液責め』にプロデューサーとして名を連ね、かわさきを映画監督として世に送り出した。2010年（平成22年）10月30日に公開された『絶倫・名器三段締め』でも製作を務め、長年、助監督や脚本家として深町に師事した佐藤吏を支えた。同年12月31日に公開された正月映画『淫行 見てはいけない妻の痴態』が、深町の最新監督作である。
監督生活40周年を迎えた2011年（平成23年）、同年度の第24回ピンク大賞で特別賞を受賞、2012年（平成24年）5月13日、銀座シネパトスでの記念上映として、現存する最古の監督作とされる『痴漢満員電車』（「稲尾実」名義、1976年）が上映された。池島ゆたかは「現役監督で100本以上撮ってるのは小川欽也さん、稲尾実（深町章）さん、浜野佐知さん、新田栄さんくらいだと思う」「ピンク全盛期の60-70年代から撮ってる人だから、現在とではピンクの年間本数も全然違う」と指摘する。久保新二によれば、深町は現在、長女と二人暮らしであるという。

### 再評価
前述の通り、2012年（平成24年）5月13日、銀座シネパトスで稲尾時代の『痴漢満員電車』が上映されたほか、2006年（平成18年）から2007年（平成19年）にかけて、GPミュージアムソフトが新東宝興業・新東宝映画の作品群30作をDVDビデオグラムとして販売したが、深町時代の『痴漢電車 みだらな指先』（1988年）、『痴漢電車 後ろからも愛して』（1989年）、『人妻13人絶叫黙示録』（1990年）、『痴漢電車 人妻・ハイミス・熟女篇』（1992年）、『ワイセツ隠し撮り 夫婦の寝室』（1993年）、『痴漢電車 人妻柔肌篇』（1995年）の6作が選ばれた。
門下の助監督から監督になった人物に、片岡修二（1950年 - ）、渡辺元嗣（1957年 - ）、佐藤寿保（1959年 - ）、笠井雅裕（1960年 - ）、今岡信治（1965年 - ）、田尻裕司（1968年 - ）、榎本敏郎（1965年 - ）、佐藤吏（1973年 - ）らがいる。深町に多く脚本を提供した「周知安」は片岡修二の筆名である。

## フィルモグラフィ
特筆以外すべてのクレジットはすべて「監督」である。東京国立近代美術館フィルムセンター（NFC）等の所蔵状況についても記す。

### 稲尾実
名義について、特筆以外のクレジットは「稲尾実」である。
- 『雪の涯て』[1]（『雪の涯て 青春0地帯』[15][16]） : 監督新藤孝衛、主演新高恵子、製作芸術映画協会、1965年5月公開（成人映画・映倫番号 13930） - 「稲生稔」名義で助監督[1]

- 『昭和色豪伝 浮気のテクニック』 : 製作馬場内弘、企画竜実、監督佐々木元、脚本池田正一、主演辰巳典子、製作・配給日本シネマ、1970年5月26日審査・公開（成人映画・映倫番号 16386） - 「伊能実」名義で製作主任[6]・「稲生稔」名義で助監督[6]、72分の上映用プリントをNFCが所蔵[6]
- 『おんな地獄唄 尺八弁天』 : 監督渡辺護、主演香取環、製作わたなべプロダクション、配給関東映配、1970年6月3日審査・同年公開（成人映画・映倫番号 不明） - 「伊能実」名義で製作主任、上映用プリントをNFCが所蔵
- 『(秘)湯の町 夜のひとで』 : 監督渡辺護、主演大月麗子、製作わたなべプロダクション、配給関東映配、1970年8月4日審査・同年公開（成人映画・映倫番号 不明） - 「伊能実」名義で助監督、上映用プリントをNFCが所蔵

- 『色くらべ 色布団』 : 主演高見由紀、製作関東映配・わたなべプロダクション、配給OP映画配給、1971年4月13日審査・同年5月公開（成人映画・映倫番号 16763） - 監督（デビュー作[1]）
- 『初夜ひらく』 : 主演千原和加子、製作・配給大蔵映画、1971年8月公開（成人映画・映倫番号 16857）
- 『官能の少女』（『ポルノ的告白 官能の少女』） : 主演林美樹、製作・配給大蔵映画、1971年11月公開（成人映画・映倫番号 16934）
- 『幼い性と熟した性』（『幼ない性と熟した性』） : 製作渡辺護、脚本赤城圭、主演宮下順子、製作・配給ワールド映画、1972年2月公開（成人映画・映倫番号 17064）
- 『セックス・ゲリラ』 : 主演宮下順子、製作大東映画・21世紀プロダクション、配給OP映画配給、1972年1月19日審査・2月公開（成人映画・映倫番号 17077） - 監督[3]（佐々木元とも）
- 『小股の切れ味 罠のある性』（『小股切れ味 罠のある性』） : 主演青山美沙、製作大東映画、配給OP映画配給、1972年2月22日審査・同年4月公開（成人映画・映倫番号 17110）
- 『好色女体地獄』 : 監督渡辺護、主演水木良子、製作・配給大蔵映画、1972年4月公開（成人映画・映倫番号 17141） - 「伊能実」名義で助監督
- 『舌と肌と肌』 : 主演水木良子、製作大東映画、配給OP映画配給、1972年6月5日審査・同月公開（成人映画・映倫番号 17204）
- 『好きもの同志』 : 製作国映シネマ、配給新東宝興業、1973年7月公開（成人映画・映倫番号 17698）
- 『好色』 : 製作国映シネマ、配給新東宝興業、1973年9月公開（成人映画・映倫番号 17771）
- 『性愛』 : 製作国映シネマ、配給新東宝興業、1973年11月公開（成人映画・映倫番号 17842）
- 『エロスのためいき』 : 製作日本シネマ、配給新東宝興業、1974年2月公開（成人映画・映倫番号 17931）
- 『性宴日誌』（『性宴日記』） : 製作日本シネマ、配給新東宝興業、1974年5月公開（成人映画・映倫番号 18023）
- 『変態日記』 : 製作・配給新東宝興業、1974年6月公開（成人映画・映倫番号 17960）
- 『セーラー服の悶え 赤い門』 : 製作国映、配給新東宝興業、1974年6月公開（成人映画・映倫番号 18051）
- 『OL蜜の誘惑』 : 製作国映、配給新東宝興業、1974年7月公開（成人映画・映倫番号 18076）
- 『未亡人クラブの秘めごと』 : 製作日本シネマ、配給新東宝興業、1974年8月公開（成人映画・映倫番号 18097）
- 『処女痴漢』 : 製作国映、配給新東宝興業、1974年9月公開（成人映画・映倫番号 18138）
- 『混棲狂乱時代』 : 製作日本シネマ、配給新東宝興業、1974年10月公開（成人映画・映倫番号 18169）
- 『大車輪の女』 : 製作国映、配給新東宝興業、1974年12月公開（成人映画・映倫番号 18221） - 監督[1]（「吉田実」とも[34][35]）

- 『にっぽんエロばなし』 : 主演小杉じゅん、製作・配給新東宝興業、1975年1月公開
- 『秘本まめひろい』 : 主演入谷千春、製作・配給新東宝興業、1975年2月公開
- 『ポルノフィルム 花電車』 : 主演青山美沙、製作・配給新東宝興業、1975年3月公開
- 『四畳半みだれ床』 : 主演南ユキ、製作・配給新東宝興業、1975年4月公開
- 『下半身』 : 主演小杉じゅん、製作・配給新東宝興業、1975年5月公開
- 『秘本寝上手』 : 主演茜ゆう子、製作・配給新東宝興業、1975年6月公開
- 『団地妻 つまみ食い』 : 主演茜ゆう子、製作・配給新東宝興業、1975年7月公開
- 『私は好きな女』 : 主演茜ゆう子、製作・配給大蔵映画、1975年8月15日公開
- 『痴漢寝台列車』 : 主演茜ゆう子、製作・配給新東宝興業、1975年8月公開
- 『ポルノ志願 熟れた果実』 : 主演茜ゆう子、製作・配給新東宝興業、1975年9月公開
- 『秘本潮吹き』 : 主演茜ゆう子、製作・配給新東宝興業、1975年10月公開
- 『女高生校外SEX』 : 主演茜ゆう子、製作・配給新東宝興業、1975年11月公開
- 『団地妻 不倫の歓喜』 : 主演東祐里子、製作・配給大蔵映画、1975年12月17日公開
- 『SEX新商売』 : 主演茜ゆう子、製作・配給新東宝興業、1975年12月公開
- 『団地夫人 性祭り』 : 主演茜ゆう子、製作東映ビデオ、配給東映、1975年12月公開

- 『痴漢百貨店』 : 主演久保新二・小川恵、製作・配給新東宝興業、1976年1月公開
- 『秘本豆さがし』 : 主演茜ゆう子、製作・配給新東宝興業、1976年2月公開
- 『恍惚!女子大生 男研究室』 : 主演四光マリ子、製作青年群像、1976年2月公開
- 『強烈トルコ時計廻し』 : 主演茜ゆう子、製作・配給新東宝興業、1976年3月公開
- 『痴漢重役』 : 主演堺勝朗・久保新二・茜ゆう子、製作・配給新東宝興業、1976年3月公開
- 『女高生 処女入学』 : 主演岡崎由美、製作・配給新東宝興業、1976年4月公開
- 『痴漢満員電車』 : 製作・企画矢田照彦、主演中野リエ、製作国映、配給新東宝興業、1976年5月公開 - 監督、63分の上映用プリントをNFCが所蔵[6]
- 『秘本ふでおろし』 : 主演中野リエ、製作・配給新東宝興業、1976年6月公開
- 『トラックSEX野郎 絶倫定期便』 : 主演野上正義・久保新二・中野リエ、製作・配給新東宝興業、1976年7月公開
- 『女高生 さよならの季節』 : 主演茜ゆう子、製作・配給新東宝興業、1976年8月公開
- 『SEX遊戯』 : 製作青年群像、1976年8月公開
- 『銭メス・種ウマ 化かし合い』 : 主演茜ゆう子、製作映像社、配給新東宝興業、1976年9月公開
- 『人妻SEX教室』 : 主演茜ゆう子、製作・配給新東宝興業、1976年9月公開
- 『痴漢女子寮』 : 主演茜ゆう子、製作・配給新東宝興業、1976年10月公開
- 『未亡人SEX ただれあい』 : 主演茜ゆう子、製作映像社、配給新東宝興業、1976年11月公開
- 『トラックSEX野郎 街道売春』 : 主演野上正義・久保新二・南ゆき、製作・配給新東宝興業、1976年11月公開
- 『駅前ホテル満室中』 : 主演茜ゆう子、製作・配給新東宝興業、1976年12月公開

- 『痴漢ワイセツ団地』 : 主演茜ゆう子、製作・配給新東宝興業、1977年1月公開
- 『ポルノ探訪 日本の春話』 : 主演北洋子、製作ユニバースプロダクション、配給東映、1977年2月公開
- 『痴漢豆泥棒』 : 主演東祐里子、製作・配給新東宝興業、1977年3月公開
- 『秘曲 津軽尺八後家』 : 製作向井寛城、主演桜マミ、製作ユニバースプロダクション、配給東映、1977年4月公開
- 『ポルノ向う三軒両隣り おさわり横丁』 : 主演野上正義・長友達也・東祐里子、製作・配給新東宝興業、1977年4月公開
- 『強烈トルコ人力車』 : 主演久保新二・桜マミ、製作・配給新東宝興業、1977年5月公開
- 『ポルノ向う三軒両隣り 夜這い横丁』 : 主演東祐里子、製作・配給新東宝興業、1977年6月公開
- 『OH!先天性痴漢』 : 主演野上正義・胡美麗、製作ユニバースプロダクション、配給東映、1977年7月公開
- 『女高生(秘)修学旅行』 : 主演北洋子、製作・配給新東宝興業、1977年7月公開
- 『ポルノ向う三軒両隣り 痴漢横丁』 : 主演野上正義、製作・配給新東宝興業、1977年8月公開
- 『強烈トルコ昇天責め』 : 主演胡美麗、製作・配給新東宝興業、1977年9月公開
- 『処女の仮免許 試し乗り』 : 製作向井寛城、主演中野リエ、製作ユニバースプロダクション、配給東映、1977年10月公開
- 『ぶちこむ!』 : 主演長友達也・胡美麗、製作・配給新東宝興業、1977年10月公開
- 『ポルノ向う三軒両隣り 連れ込みアパート』 : 主演長友達也・野上正義・桜マミ、製作・配給新東宝興業、1977年11月公開
- 『衝撃!処女のレポート 奪う!』 : 主演胡美麗、製作・配給新東宝興業、1977年12月公開

- 『痴漢(秘)開業医』 : 製作向井寛城、主演川口朱里、製作ユニバースプロダクション、配給にっかつ、1978年1月21日公開
- 『痴漢通勤電車』 : 主演胡美麗、製作・配給新東宝興業、1978年1月公開
- 『強烈トルコ見習生』 : 主演川口朱里、製作・配給新東宝興業、1978年2月公開
- 『ポルノ向う三軒両隣り 裏門攻め』 : 主演土羅吉良・川口朱里、製作・配給新東宝興業、1978年3月公開
- 『女子学生 歌麿遊び』 : 主演中野リエ、製作ユニバースプロダクション、配給東映ニューポルノ、1978年4月公開
- 『女子大生初体験 汐干狩り』 : 主演川口朱里、製作・配給新東宝興業、1978年4月公開
- 『痴漢各駅停車 おっさん何するんや』（改題『痴漢各駅停車』） : 製作・企画伊能竜、主演久保新二・野上正義・川口朱里、製作・配給新東宝興業、1978年5月公開 - 監督、『痴漢各駅停車 おっさん何するんや』題・61分の上映用プリントをNFCが所蔵[6]
- 『蕾の制服 女子体操部』 : 主演沢木ミミ、製作・配給新東宝興業、1978年6月公開
- 『夜の女高生 あれは遊びよ』 : 主演中野リエ、製作ユニバースプロダクション、配給東映ニューポルノ、1978年7月公開
- 『痴漢駅うら広場』 : 主演中野リエ、製作・配給新東宝興業、1978年7月公開
- 『痴漢超特急すぐ行きます』 : 主演国分二郎・藤ひろ子、製作ユニバースプロダクション、配給東映ニューポルノ、1978年8月公開
- 『壺いじり』 : 主演川口朱里、製作・配給新東宝興業、1978年8月公開
- 『痴漢最終電車』（改題『痴漢満員最終電車』） : 製作・企画伊能竜、主演川口朱里、製作・配給新東宝興業、1978年8月公開 - 監督、『痴漢最終電車』題・58分の上映用プリントをNFCが所蔵[6]
- 『痴漢下着泥棒』 : 主演吉田純・長友達也・桜マミ、製作・配給新東宝興業、1978年9月公開
- 『発情アパート 乱行集団』 : 主演東祐里子、製作・配給新東宝興業、1978年10月公開
- 『にっぽんポルノ風土記 河内尻軽後家』 : 主演安田清美、製作ユニバースプロダクション、配給東映ニューポルノ、1978年11月公開
- 『痴漢ワイセツ公園』 : 主演沢木ミミ、製作・配給新東宝興業、1978年11月公開
- 『痴漢快速電車』 : 主演東祐里子、製作・配給新東宝興業、1978年12月公開
- 『夜這い どてさがし』 : 製作向井寛城、脚本山本晋也、主演川口朱里、製作太平洋映画社、配給にっかつ、1979年2月3日公開
- 『ふるさとポルノ探訪 淫絶姉妹』 : 主演川口朱里、製作獅子プロダクション、配給東映セントラルフィルム、1979年2月公開
- 『痴漢壺せめ』 : 主演深沢ゆみ、製作・配給新東宝興業、1979年2月公開
- 『痴漢産婦人科』 : 主演国分二郎・滝沢秋弘・東裕里子、製作・配給新東宝興業、1979年3月公開
- 『痴漢ズロース泥棒』 : 製作・企画向井寛城、主演田島由紀乃・沢木ミミ、製作ユニバースプロダクション、配給にっかつ、1979年4月14日公開
- 『痴漢いん相学』 : 主演国分二郎・土羅吉良・東祐里子、製作・配給新東宝興業、1979年4月公開
- 『夜這い団体旅行』 : 主演日高かほり・沢木ミミ、製作獅子プロダクション、配給東映セントラルフィルム、1979年5月公開
- 『性乱少女日記』 : 主演沢木ミミ、製作獅子プロダクション、配給東映セントラルフィルム、1979年6月公開
- 『痴漢電車環状線』 : 主演国分二郎・中野リエ、製作・配給新東宝興業、1979年6月公開
- 『新痴漢地下鉄』 : 主演沢木ミミ、製作・配給新東宝興業、1979年7月公開
- 『痴漢電車 インベーダー(秘)大作戦』 : 主演下元史朗・長友達也・高鳥亜美、製作・配給新東宝興業、1979年9月公開
- 『女子学生 蕾を散らす』 : 主演沢木ミミ、製作・配給新東宝興業、1979年10月公開
- 『団地妻 熟れた下半身』 : 主演青野梨麻、製作・配給新東宝興業、1979年11月公開
- 『痴漢発情地帯』 : 主演野上正義・長友達也・沢木ミミ、製作・配給新東宝興業、1979年12月公開

- 『痴漢通学電車』（改題『痴漢電車満員通学』） : 製作江戸川実、企画伊能竜、脚本長嶺高文、主演朝霧友香、製作日本シネマ、配給新東宝興業、1980年1月公開 - 監督、『痴漢通学電車』題・61分の上映用プリントをNFCが所蔵[6]
- 『誘惑若妻犯し』 : 主演小杉じゅん、製作・配給新東宝興業、1980年2月公開
- 『17才 色化粧』 : 主演高鳥亜美、製作獅子プロダクション、配給東映セントラルフィルム、1980年3月公開
- 『痴漢豆さがし』 : 主演久保新二・青野梨麻、製作日本シネマ、配給新東宝興業、1980年3月公開
- 『悶絶!! おしゃぶり後家』 : 企画大井武士、主演青野梨麻、製作獅子プロダクション、配給東映セントラルフィルム、1980年7月公開
- 『痴漢集団検診』 : 製作伊能竜、企画江戸川実、主演川口朱里、製作日本シネマ、配給新東宝興業、1980年7月公開 - 監督、58分の上映用プリントをNFCが所蔵[6]
- 『痴漢おさわり電車』（改題『痴漢電車 おさわり集団』） : 製作江戸川実、企画伊能竜、主演梨沙ゆり、製作日本シネマ、配給新東宝興業、1980年8月公開 - 監督、『痴漢おさわり電車』題・61分の上映用プリントをNFCが所蔵[6]
- 『痴漢電車 途中下車』（改題『痴漢電車 乗りごこち』） : 製作・企画伊能竜、主演栄雅美、製作稲尾組、配給新東宝興業、1980年9月公開 - 監督、『痴漢電車 途中下車』題・61分の上映用プリントをNFCが所蔵[6]
- 『テクノ女子学生 ノーブラ遊び』 : 主演蘭童セル、製作獅子プロダクション、配給東映セントラルフィルム、1980年12月公開
- 『痴漢電車 相互乗り入れ』 : 主演辻明宮・青野リマ、製作日本シネマ、配給新東宝興業、1980年12月公開

- 『けい子のマンボ 痴漢電車 乗り逃げ』 : 主演笹本ルミ、製作・配給新東宝興業、1981年1月公開
- 『青野梨魔の未亡人・いつでもどうぞ』 : 主演青野梨魔、製作新映企画、配給にっかつ、1981年4月1日公開
- 『蘭堂セルの初体験レポート 女高生・個人授業』 : 主演蘭堂セル、製作新映企画、配給にっかつ、1981年4月1日公開
- 『急所責め 夢性』 : 主演辻明宮、製作・配給新東宝興業、1981年4月公開
- 『官能夫人 ぬめり肌』 : 主演青野梨魔、製作獅子プロダクション、配給セントラルフィルム、1981年5月公開
- 『痴漢電車 前から後から』 : 主演青木三枝子、製作・配給新東宝興業、1981年6月公開
- 『痴漢寝台特急電車』 : 製作・配給新東宝興業、1981年8月公開
- 『痴漢地下鉄 変態乗客』（改題『痴漢電車 ぐっと握って』） : 製作伊能竜、企画江戸川実、主演沢木ミミ、製作日本シネマ、配給新東宝興業、1981年8月公開 - 監督、『痴漢地下鉄 変態乗客』題・57分の上映用プリントをNFCが所蔵[6]
- 『ふるさとポルノ 助平おんな先生』 : 主演青野梨魔、製作獅子プロダクション、配給東映セントラルフィルム、1981年9月公開
- 『痴漢電車 奥までつめて』 : 主演蘭童セル、製作・配給新東宝興業、1981年9月公開
- 『異常ななぶり』 : 主演青木三枝子、製作東活、配給松竹、1981年10月公開 - 「荻西太郎」名義で監督（初「荻西太郎」名義）
- 『うしろ向き』 : 主演沢木美伊子、製作東活、配給松竹、1981年11月公開 - 「荻西太郎」名義で監督
- 『女高生 夜の進学塾』 : 主演蘭童セル、製作・配給新東宝興業、1981年11月公開
- 『痴漢です痴漢』 : 主演蘭童セル、製作東活、配給松竹、1981年12月公開 - 「荻西太郎」名義で監督
- 『痴漢電車 むれむれ車内』 : 製作・企画伊能竜、撮影佐々木原保志、主演久保新二・佐々木夏子、製作・配給新東宝興業、1981年12月公開 - 監督、60分の上映用プリントをNFCが所蔵[6]
- 『痴漢電車 よい子悪い子普通の子』（改題『痴漢電車 そっとさわって』） : 企画伊能竜、撮影佐々木原保志、主演蘭童セル、製作日本シネマ、配給新東宝興業、1981年12月公開 - 監督、『痴漢電車 そっとさわって』題・60分の上映用プリントをNFCが所蔵[6]

- 『上下でだまし相い』 : 主演高鳥亜美、製作東活、配給松竹、1982年1月公開 - 「荻西太郎」名義で監督
- 『新婚かまととぶりっ娘』 : 主演夢川桃子・沢木ミミ、製作東活、配給松竹、1982年2月公開 - 「荻西太郎」名義で監督
- 『痴漢釣り師』 : 主演高鳥亜美、製作東活、配給松竹、1982年3月公開 - 「荻西太郎」名義で監督
- 『痴漢美容師 下もかけます』（改題『人妻濡れた下着』） : 製作伊能竜、企画江戸川実、助監督片岡修二、監督助手佐藤寿保、主演たかとりあみ、製作日本シネマ、配給新東宝興業、1982年3月公開 - 監督、『痴漢美容師 下もかけます』題・61分の上映用プリントをNFCが所蔵[6]
- 『きもチンよか 初夜の謎』 : 主演高鳥亜美、製作東活、配給松竹、1982年4月公開 - 「荻西太郎」名義で監督
- 『魔女の調書』 : 主演蘭童セル、製作東活、配給松竹、1982年5月公開 - 「荻西太郎」名義で監督
- 『あんた痴漢ネ』 : 主演高鳥亜美、製作東活、配給松竹、1982年6月公開 - 「荻西太郎」名義で監督
- 『テレフォンセックス 桃色往診』 : 主演織田倭歌、製作獅子プロダクション、配給東映セントラルフィルム、1982年6月公開
- 『痴漢新幹線』 : 主演杉本美央、製作獅子プロダクション、配給東映セントラルフィルム、1982年7月公開
- 『痴漢のみち』 : 主演高鳥亜美、製作東活、配給松竹、1982年7月公開 - 「荻西太郎」名義で監督
- 『異常性変態』 : 主演藤ひろ子、製作東活、配給松竹、1982年8月公開 - 「荻西太郎」名義で監督
- 『痴漢電車 もみもみ出勤』（改題『痴漢電車　指で快感』） : 製作・企画伊能竜、撮影佐々木原保志、主演沢木ミミ、製作日本シネマ、配給新東宝映画、1982年8月公開 - 監督、『痴漢電車 もみもみ出勤』題・53分の上映用プリントをNFCが所蔵[6]
- 『人妻穴ねらい』 : 主演沢木ミミ、製作東活、配給松竹、1982年9月公開 - 「荻西太郎」名義で監督
- 『痴漢もみツボ』 : 主演高鳥亜美、製作東活、配給松竹、1982年10月公開 - 「荻西太郎」名義で監督
- 『ふるさとポルノ 名器盗ッ人』 : 主演久保新二・池島ゆたか・島本優、製作獅子プロダクション、配給東映セントラルフィルム、1982年10月公開
- 『凌辱暴行魔』 : 主演沢木ミミ、製作・配給新東宝映画、1982年10月公開
- 『痴漢置き引き』 : 主演高鳥亜美、製作東活、配給松竹、1982年11月公開 - 「荻西太郎」名義で監督
- 『痴漢の強漢』 : 主演高鳥亜美、製作東活、配給松竹、1982年12月公開 - 「荻西太郎」名義で監督

- 『痴漢電車良いOL・悪いOL・普通のOL』（改題『痴漢電車 途中でやめないで』） : 企画伊能竜、撮影佐々木原保志、助監督渡辺元嗣、監督助手佐藤寿保、主演東裕里子・麻生うさぎ・たかとりあみ、製作日本シネマ、配給新東宝映画、1983年1月公開 - 監督、『痴漢電車良いOL・悪いOL・普通のOL』題・61分の上映用プリントをNFCが所蔵[6]
- 『四つん這い女子学生』 : 主演田口あゆみ、製作東活、配給松竹、1983年1月公開 - 「荻西太郎」名義で監督
- 『OL試験犯し』 : 主演諸星洋子・立花ゆう、製作東活、配給松竹、1983年2月公開 - 「荻西太郎」名義で監督
- 『痴漢の前戯』 : 主演高鳥亜美、製作東活、配給松竹、1983年3月公開 - 「荻西太郎」名義で監督
- 『ふるさとポルノ 亀さんしゃぶり』 : 主演たかとりあみ、製作獅子プロダクション、配給東映セントラルフィルム、1983年3月公開
- 『孤独な強漢』 : 主演田口あゆみ、製作東活、配給松竹、1983年4月公開 - 「荻西太郎」名義で監督
- 『淫乱痴漢みんな病気』 : 主演高鳥亜美、製作東活、配給松竹、1983年5月公開 - 「荻西太郎」名義で監督
- 『痴漢本番生録旅行』 : 助監督渡辺元嗣、監督助手佐藤寿保、主演風かおる、製作・配給新東宝映画、1983年5月公開 - 監督、63分の上映用プリントをNFCが所蔵[6]
- 『痴漢電車棒立ち出勤』 : 主演麻生うさぎ、製作・配給新東宝映画、1983年6月公開
- 『ここに穴あり』 : 主演高鳥亜美、製作東活、配給松竹、1983年6月公開 - 「荻西太郎」名義で監督
- 『犯された復讐』 : 主演青野梨魔、製作東活、配給松竹、1983年7月公開 - 「荻西太郎」名義で監督
- 『股開き情報』 : 主演山本サユリ、製作東活、配給松竹、1983年8月公開 - 「荻西太郎」名義で監督
- 『セックスを10倍楽しむ方法』 : 製作伊能竜、撮影佐々木原保志、助監督渡辺元嗣、主演たかとりあみ、製作・配給新東宝映画、1983年8月公開
- 『痴漢電車 さわっていいとも』 : 製作伊能竜、撮影佐々木原保志、主演たかとりあみ、製作・配給新東宝映画、1983年8月公開 - 監督・「荻西太郎」名義で脚本
- 『セクシーフォーカス 痴漢紳士同盟』 : 主演たかとりあみ、製作獅子プロダクション、配給東映セントラルフィルム、1983年9月公開
- 『動くビニ本 暗闇ののぞき』 : 主演野崎真弓・小田めぐみ・寺西仁美、製作東活、配給松竹、1983年9月公開 - 「荻西太郎」名義で監督
- 『ギャルコンドーム遊び』 : 主演高鳥亜美、製作東活、配給松竹、1983年10月公開 - 「荻西太郎」名義で監督
- 『女子大生バンク』 : 主演高鳥亜美、製作東活、配給松竹、1983年11月公開 - 「荻西太郎」名義で監督
- 『オナニーレッスン』 : 主演麻生うさぎ、製作・配給新東宝映画、1983年11月公開
- 『強漢ごっこ』 : 主演あおい恵、製作東活、配給松竹、1983年12月公開 - 「荻西太郎」名義で監督

- 『痴漢電車もっとさわって!』 : 主演麻生うさぎ、製作・配給新東宝映画、1984年1月公開
- 『お立ち神』 : 主演山本まみ・たかとりあみ、製作東活、配給松竹、1984年1月公開 - 「荻西太郎」名義で監督
- 『痴漢ゲーム』 : 主演河井憂樹、製作東活、配給松竹、1984年2月公開 - 「荻西太郎」名義で監督
- 『いやよ!耐えられない』 : 主演河井憂樹、製作東活、配給松竹、1984年3月公開 - 「荻西太郎」名義で監督
- 『宅配妻 濡らしてまって!』 : 製作・企画伊能竜、助監督佐藤寿保、監督助手笠井雅裕、主演筒美愛・清水晴美、製作日本シネマ、配給新東宝映画、1984年3月公開 - 監督、61分の上映用プリントをNFCが所蔵[6]
- 『白い液売ります』 : 主演藤森美樹、製作東活、配給松竹、1984年4月公開 - 「荻西太郎」名義で監督
- 『人妻浮気プレイ』 : 主演河井憂樹、製作東活、配給松竹、1984年5月公開 - 「荻西太郎」名義で監督
- 『痴漢電車あの手この指』（『痴漢電車あの手この手』、改題『痴漢電車 内までびっしょり』） : 製作・企画伊能竜、助監督佐藤寿保、主演織田倭歌、製作日本シネマ、配給新東宝映画、1984年5月公開 - 監督、『痴漢電車あの手この指』題・59分の上映用プリントをNFCが所蔵[6]
- 『愛戯の狙い』 : 主演麻生うさぎ、製作東活、配給松竹、1984年6月公開 - 「荻西太郎」名義で監督
- 『味はバツグン』 : 主演山口理恵、製作東活、配給松竹、1984年7月公開 - 「荻西太郎」名義で監督
- 『近所の変態』 : 主演河井憂樹、製作東活、配給松竹、1984年8月公開 - 「荻西太郎」名義で監督
- 『痴漢電車いじわるな指』 : 主演麻生うさぎ、製作・配給新東宝映画、1984年8月公開
- 『絶倫比べ』 : 主演杉本美央、製作東活、配給松竹、1984年9月公開 - 「荻西太郎」名義で監督
- 『現代夜這い考』 : 主演田口あゆみ、製作東活、配給松竹、1984年10月公開 - 「荻西太郎」名義で監督
- 『セックス受験生』 : 主演織田倭歌、製作東活、配給松竹、1984年11月公開 - 「荻西太郎」名義で監督
- 『好奇心レイプ』 : 企画伊能竜、主演河井憂樹、製作・配給新東宝映画、1984年11月公開
- 『アンネが最高』 : 主演田口あゆみ、製作東活、配給松竹、1984年12月公開 - 「荻西太郎」名義で監督

- 『痴漢電車 いくまで待って』 : 製作伊能竜、助監督渡辺元嗣、主演藤冴子、製作日本シネマ、配給新東宝映画、1985年1月公開 - 監督、60分の上映用プリントをNFCが所蔵[6]
- 『会社の痴漢』 : 製作東活、配給松竹、1985年1月公開 - 「荻西太郎」名義で監督
- 『尻とり快感』 : 製作東活、配給松竹、1985年2月公開 - 「荻西太郎」名義で監督
- 『痴漢で文学しましょ』 : 製作東活、配給松竹、1985年3月公開 - 「荻西太郎」名義で監督
- 『バイブで昇天』 : 製作東活、配給松竹、1985年4月公開 - 「荻西太郎」名義で監督
- 『だまして覗く』 : 製作東活、配給松竹、1985年5月公開 - 「荻西太郎」名義で監督
- 『バイブで覗き』 : 製作東活、配給松竹、1985年6月公開 - 「荻西太郎」名義で監督
- 『下半身快感マッサージ』 : 製作伊能竜、主演しのざきさとみ、製作日本シネマ、配給新東宝映画、1985年6月公開
- 『もっといじめて』 : 製作東活、配給松竹、1985年7月公開 - 「荻西太郎」名義で監督
- 『バイブでゆくゆく女子大嬢』 : 製作東活、配給松竹、1985年8月公開 - 「荻西太郎」名義で監督
- 『折檻の快感』 : 製作東活、配給松竹、1985年9月公開 - 「荻西太郎」名義で監督

### 深町章
名義について、特筆以外のクレジットは「深町章」である。
- 『人妻プライベートONANIE』 : 製作・配給新東宝映画、1985年9月公開 - 監督（初「深町章」名義）
- 『SEXお手伝いさん』 : 製作東活、配給松竹、1985年10月公開 - 「荻西太郎」名義で監督
- 『いじってあげる』 : 製作東活、配給松竹、1985年11月公開 - 「荻西太郎」名義で監督
- 『やりかえし』 : 製作東活、配給松竹、1985年12月公開 - 「荻西太郎」名義で監督

- 『痴漢電車終点までいかせて』 : 製作・配給新東宝映画、1986年1月公開
- 『怨みのレイプ』 : 製作東活、配給松竹、1986年1月公開 - 「荻西太郎」名義で監督
- 『ギャルのセックス遊戯』 : 製作東活、配給松竹、1986年2月公開 - 「荻西太郎」名義で監督
- 『ああ，何回でもいい』 : 製作東活、配給松竹、1986年3月公開 - 「荻西太郎」名義で監督
- 『二階と舌で浮気泣き』 : 製作東活、配給松竹、1986年4月公開 - 「荻西太郎」名義で監督
- 『若妻変態ONANIE』 : 製作伊能竜、主演橋本杏子、製作日本シネマ、配給新東宝映画、1986年4月公開
- 『痴漢電車 感度は良好』 : 製作伊能竜、助監督佐藤寿保、主演田口あゆみ、製作・配給新東宝映画、1986年5月公開 - 監督・脚本
- 『ベットでギャル違い』 : 製作東活、配給松竹、1986年5月公開 - 「荻西太郎」名義で監督
- 『痴漢電車 相互連結』 : 製作伊能竜、主演井上真愉見、製作・配給新東宝映画、1986年9月公開
- 『極限本番スペシャル』 : 主演松田智美、製作日本シネマ、配給新東宝映画、1986年10月公開
- 『過激 ONANIE』 : 主演井上真愉見、製作・配給新東宝映画、1986年11月公開
- 『新・未亡人下宿 間借り穴借り』 : 企画朝倉大介、助監督橋口卓明、主演田口あゆみ、製作新東宝映画・新東宝ビデオ、配給新東宝映画、1986年12月公開

- 『痴漢電車 指で点検』 : 主演田口あゆみ、製作・配給新東宝映画、1987年1月公開
- 『隣の奥さん 濡らして待つわ』 : 主演橋本杏子、製作国映、配給新東宝映画、1987年3月公開
- 『赤い暴行』 : 主演橋本杏子、製作国映、配給新東宝映画、1987年4月公開
- 『極限ONANIE 恥態』 : 主演橋本杏子、製作国映、配給新東宝映画、1987年5月公開
- 『痴漢電車 朝から感じて』 : 主演橋本杏子、製作・配給新東宝映画、1987年6月公開
- 『快感体験 顔面シャワー』 : 主演星川由比、製作・配給新東宝映画、1987年7月公開
- 『ダブルONANIE 感じるままに』 : 主演橋本杏子、製作日本シネマ、配給新東宝映画、1987年8月公開
- 『新・未亡人下宿 三食そい寝つき』 : 主演橋本杏子、製作日本シネマ、配給新東宝映画、1987年11月公開
- 『人妻絶頂 ONANIE』 : 企画朝倉大介、主演橋本杏子、製作・配給新東宝映画、1987年12月26日公開
- 『痴漢電車 グッショリ濡らして』 : 主演黒沢ひとみ、製作・配給新東宝映画、1988年1月30日公開
- 『新・未亡人下宿 裏も表もあいてます』 : 主演黒沢ひとみ、製作・配給新東宝映画、1988年4月2日公開
- 『痴漢電車 みだらな指先』 : 主演橋本杏子、製作・配給新東宝映画、1988年6月公開
- 『覗かれたONANIE』 : 主演橋本杏子、製作・配給新東宝映画、1988年8月公開
- 『満員通勤電車 集団痴漢』 : 製作伊能竜、主演相原久美、製作・配給新東宝映画、1988年10月22日公開 - 監督・脚本
- 『ふるさとポルノ 名器悶絶』 : 主演橋本杏子、製作・配給新東宝映画、1988年10月公開
- 『痴漢電車 後ろからも愛して』 : 主演橋本杏子、製作・配給新東宝映画、1989年1月28日公開
- 『異常本番家族』 : 主演片桐樹里、製作国映、配給新東宝映画、1989年1月公開 - 監督・脚本
- 『名器ひとすじ』 : 主演川奈忍、製作・配給新東宝映画、1989年3月4日公開 - 監督・脚本
- 『奥様はたえきれない』 : 主演南崎ゆか、製作・配給新東宝映画、1989年4月8日公開
- 『痴漢電車 百発百中』 : 主演橋本杏子、製作メディアトップ、配給新東宝映画、1989年6月公開 - 監督・脚本
- 『若奥様は発情期』 : 製作伊能竜、主演橋本杏子、製作・配給新東宝映画、1989年7月8日公開
- 『痴漢電車 車内口撃』 : 主演川奈忍、製作メディアトップ、配給新東宝映画、1989年10月公開

- 『特写!!13人のONANIE』 : 製作・配給新東宝映画、1990年1月公開
- 『欲しがる女5人 昂奮』 : 主演橋本杏子、製作メディアトップ、配給新東宝映画、1990年2月公開
- 『痴漢電車 パンティーの穴』 : 主演橋本杏子、製作メディアトップ、配給新東宝映画、1990年3月公開
- 『痴漢電車 通勤快楽』 : 主演橋本杏子、製作メディアトップ、配給新東宝映画、1990年6月公開
- 『ワイセツ隠し撮り 野外露出』 : 主演久須美欽一・川奈忍、製作・配給新東宝映画、1990年6月公開
- 『激撮!15人ONANIE』 : 主演岸加奈子、製作メディアトップ、配給新東宝映画、1990年8月公開
- 『未亡人いんらんONANIE』 : 主演川奈忍、製作・配給新東宝映画、1990年10月公開
- 『ザ・欲望産業 思いっきり出して』 : 主演橋本杏子、製作・配給新東宝映画、1990年10月公開
- 『いんらん家族 義母の寝室』 : 主演井上真愉見、製作・配給新東宝映画、1991年1月12日公開
- 『ザ・夫婦交換 欲しがる妻たち』 : 主演川奈忍、製作・配給新東宝映画、1991年2月23日公開
- 『痴漢電車制服篇 相互愛撫』 : 主演橋本杏子、製作・配給新東宝映画、1991年3月30日公開
- 『ハイミス本番 艶やかな媚態』 : 主演橋本杏子、製作・配給新東宝映画、1991年5月18日公開
- 『個人レッスン 触ってあげる』 : 主演石川恵美、製作・配給新東宝映画、1991年6月8日公開
- 『人妻VS風俗ギャル ザ・性感帯』 : 主演橋本杏子、製作・配給新東宝映画、1991年8月10日公開
- 『いんらん家族 姉さんの下着』 : 主演南条千秋、製作・配給新東宝映画、1991年8月31日公開
- 『痴漢電車 素肌にタッチ』 : 主演橋本杏子、製作・配給新東宝映画、1991年11月23日公開
- 『人妻13人いんらん比べ』 : 主演橋本杏子、製作・配給新東宝映画、1992年1月10日公開
- 『性感(秘)マッサージ 人妻愛撫』 : 主演石川恵美、製作・配給新東宝映画、1992年3月14日公開
- 『性風俗ドキュメント ザ・穴場』 : 主演荒木太郎・渡辺由紀、製作・配給新東宝映画、1992年4月25日公開
- 『夫婦生活の知恵 下半身調教篇』 : 主演杉下なおみ、製作・配給新東宝映画、1992年6月20日公開
- 『痴漢電車 熟女の太腿』 : 主演南条千秋、製作・配給新東宝映画、1992年7月11日公開
- 『日本発情列島 ONANIE百態』 : 主演石川恵美、製作・配給新東宝映画、1992年8月8日公開
- 『いんらん家族 花嫁は発情期』 : 製作伊能竜、助監督田尻裕司、主演桜井あつみ、製作・配給新東宝映画、1992年9月12日公開
- 『悶える女五人 好き比べ』 : 主演冴木直、製作・配給新東宝映画、1992年10月24日公開 - 監督・脚本
- 『痴漢電車 巨乳がいっぱい』 : 主演石川恵美、製作・配給新東宝映画、1992年11月28日公開
- 『本番不倫 七人の人妻』 : 主演橋本杏子、製作・配給新東宝映画、1992年12月18日公開
- 『人妻・不倫・不倫・不倫』 : 製作伊能竜、脚本瀬々敬久、助監督今岡信治、主演井上あんり、製作・配給新東宝映画、1993年3月19日公開
- 『いんらん巨乳母娘』 : 主演しのざきさとみ、製作・配給新東宝映画、1993年5月28日公開
- 『ワイセツ隠し撮り 夫婦の寝室』 : 主演岸加奈子、製作・配給新東宝映画、1993年6月25日公開
- 『ニッポンの猥褻』 : 企画田中岩夫、脚本瀬々敬久、主演久保新二・橋本杏子、製作・配給新東宝映画、1993年8月13日公開（成人映画・映倫番号 114065）
- 『いんらん家族 若妻・絶倫・熟女』 : 主演石川恵美、製作・配給新東宝映画、1993年9月3日公開 - 監督・脚本
- 『人妻不倫 濡れ濡れ』 : 主演石川恵美、製作・配給新東宝映画、1993年11月19日公開 - 監督・脚本
- 『痴漢電車 エッチな下半身』 : 主演石川恵美、製作・配給新東宝映画、1993年11月26日公開
- 『人妻本番 昼下りの不倫』 : 主演石原ゆり、製作・配給新東宝映画、1993年12月18日公開
- 『極道物語 花町一家四代目 竹田知佳』 : 脚本瀬々敬久、主演西村知美、製作笠倉出版社、1994年3月25日発売（ビデオ映画） - 監督（「稲尾実」名義）
- 『最新!!性風俗ドキュメント』 : 企画中田新太郎、構成甲賀三郎、主演林由美香、製作・配給新東宝映画、1994年2月11日公開
- 『痴漢電車OL篇 車内恋愛』 : 企画中田新太郎、助監督田尻裕司、主演西野奈々美、製作・配給新東宝映画、1994年4月1日公開
- 『発情カップル (秘)盗撮現場』 : 企画中田新太郎、脚本瀬々敬久、助監督田尻裕司、主演林由美香、製作・配給新東宝映画、1994年7月1日公開
- 『七人の熟女 淫乱』 : 企画中田新太郎、脚本瀬々敬久、助監督田尻裕司、主演石川恵美、製作・配給新東宝映画、1994年8月12日公開
- 『超いんらん家族 性欲全開』 : 企画中田新太郎、脚本双美零、助監督榎本敏郎、主演林田ちなみ、製作・配給新東宝映画、1994年9月2日公開
- 『痴漢電車 いたずら現行犯』 : 企画中田新太郎、脚本双美零、助監督田尻裕司、主演青木こずえ、製作・配給新東宝映画、1994年10月28日公開
- 『妻たちの昼下り 集団不倫』 : 企画中田新太郎、脚本双美零、助監督今岡信治、主演杉本まこと、製作・配給新東宝映画、1994年12月16日公開
- 『痴漢電車 人妻の肌ざわり』 : 企画中田新太郎、脚本双美零、助監督今岡信治、主演杉本まこと、製作稲生プロダクション、配給新東宝映画、1995年3月31日公開
- 『ぐしょ濡れスワップ (生)相互鑑賞』 : 企画中田新太郎、脚本双美零、助監督榎本敏郎、主演青木こずえ、製作稲生プロダクション、配給新東宝映画、1995年5月26日公開
- 『人妻・OL・未亡人 新・性愛実話』 : 企画中田新太郎、脚本双美零、助監督田尻裕司、主演三橋里絵、製作稲生プロダクション、配給新東宝映画、1995年8月11日公開
- 『三十路妻の不倫』 : 企画中田新太郎、脚本双美零、助監督榎本敏郎、主演杉本まこと、製作稲生プロダクション、配給新東宝映画、1995年9月15日公開
- 『痴漢電車 夫婦で痴漢』 : 企画中田新太郎、脚本双美零、助監督榎本敏郎、主演林田ちなみ、製作稲生プロダクション、配給新東宝映画、1995年11月23日公開
- 『青い性体験 淫らに教えて』 : 企画中田新太郎、助監督榎本敏郎、主演青井みずき、製作・配給新東宝映画、1996年3月8日公開
- 『どすけべ付き添い婦 さわっいいのョ!』 : 企画福俵満、助監督榎本敏郎、主演林田ちなみ、製作・配給新東宝映画、1996年5月31日公開
- 『どすけべ三昧 母娘喰い』 : 企画中田新太郎、助監督榎本敏郎、主演青井みずき、製作・配給新東宝映画、1996年8月9日公開
- 『夫婦暴行魔 牝肉レイプ』 : 企画中田新太郎、助監督榎本敏郎、主演葉月螢、製作・配給新東宝映画、1996年10月11日公開
- 『未亡人下宿 熱い喘ぎ』 : 企画福俵満、助監督榎本敏郎、主演樹かず、製作・配給新東宝映画、1997年3月14日公開
- 『すけべ先生 淫らな授業』 : 企画福俵満、助監督榎本敏郎、主演杉本まこと、製作・配給新東宝映画、1997年4月4日公開 - 監督・脚本
- 『ねっとり妻おねだり妻』 : 企画福俵満、助監督榎本敏郎、主演青木こずえ、製作・配給新東宝映画、1997年4月25日公開
- 『特報!となりのお姉さんが犯した性犯罪 ザ・ストーカー』 : 製作伊能竜、監督池田正一、主演橋本杏子、製作国映・イメージファクトリーアイエム、1997年4月発売（ビデオ映画） - 脚本
- 『官能未亡人 うごめく舌先』 : 企画福俵満、助監督榎本敏郎、主演田口あゆみ、製作・配給新東宝映画、1997年5月30日公開
- 『変態熟女 裏わざ表わざ』 : 企画朝倉大介、主演しのざきさとみ、製作・配給新東宝映画、1997年6月27日公開 - 監督・脚本
- 『変態本番 炎の女体鑑定人』 : 企画福俵満、主演樹かず、製作・配給新東宝映画、1997年8月8日公開 - 監督・脚本
- 『好色エロ女房』 : 企画福俵満、主演林由美香、製作・配給新東宝映画、1997年9月26日公開
- 『いんらん家族 好色不倫未亡人』 : 企画福俵満、主演槇原めぐみ、製作・配給新東宝映画、1997年12月26日公開 - 監督・脚本
- 『痴漢覗き魔 和服妻いじり泣き』 : 企画福俵満、主演葉月螢、製作・配給新東宝映画、1998年2月27日公開
- 『いんらん旅館 濡れ濡れ若い女将』 : 企画福俵満、主演しのざきさとみ、製作・配給新東宝映画、1998年4月28日公開
- 『生尻娘のあえぎ汁』 : 企画福俵満、主演西藤尚、製作・配給新東宝映画、1998年5月29日公開
- 『ノーパン痴漢電車 まる出し!!』 : 企画福俵満、主演相沢知美、製作・配給新東宝映画、1998年8月4日公開 - 監督・脚本
- 『未亡人の下半身 濡れっぱなし』 : 企画福俵満、主演吉行由美、製作・配給新東宝映画、1998年10月30日公開
- 『好色長襦袢 若妻の悶え』 : 企画朝倉大介、主演葉月螢、製作国映、配給新東宝映画、1998年11月27日公開
- 『隣の女房 濡れた白い太股』 : 企画福俵満、主演村上ゆう、製作・配給新東宝映画、1998年12月25日公開 - 監督・脚本
- 『巨乳秘書 パンストの湿り』 : 企画福俵満、監督池島ゆたか、脚本五代暁子、主演いずみゆきこ、製作セメントマッチ、配給新東宝映画、1999年2月26日公開 - 製作
- 『ザ・痴漢教師3 制服の匂い』 : 企画・脚本福俵満、監督池島ゆたか、主演杉本まこと、製作・配給新東宝映画、1999年5月28日公開 - プロデューサー
- 『未亡人旅館 したがる若女将』 : 製作・配給新東宝映画、1999年8月13日公開
- 『とろける新妻 絶倫義父の下半身』 : 企画福俵満、主演荒井まどか、製作・配給新東宝映画、1999年9月24日公開 - 監督・脚本
- 『鍵穴 ～和服妻飼育覗き～』 : 企画朝倉大介、脚本福俵満、主演葉月螢、製作国映、配給新東宝映画、1999年11月26日公開
- 『遊び妻 昼下がりの快楽』 : 企画福俵満、主演葉月螢、製作・配給新東宝映画、1999年12月24日公開 - 監督・脚本

- 『OL金曜日の情事』 : 企画福俵満、主演山崎瞳、製作・配給新東宝映画、2000年3月24日公開
- 『質屋の若女将 名器貸し』 : 企画福俵満、主演里見瑤子、製作・配給新東宝映画、2000年6月2日公開
- 『エロ事師 天国の快感』 : 企画福俵満、主演佐々木麻由子・時任歩、製作・配給新東宝映画、2000年8月8日公開
- 『痴漢家政婦 すけべなエプロン』 : 企画福俵満、主演里見瑤子、製作・配給新東宝映画、2000年10月27日公開
- 『淫ら姉妹 生肌いじり』 : 企画福俵満、主演里見瑤子、製作・配給新東宝映画、2000年12月1日公開
- 『いんらん旅館 女将の濡れ姿』 : 企画福俵満、主演水原かなえ、製作・配給新東宝映画、2000年12月29日公開
- 『未亡人旅館2 女将は寝上手』 : 企画・脚本福俵満、主演しのざきさとみ、製作・配給新東宝映画、2001年3月30日公開
- 『蔵の中 鍵穴IV』 : 企画福俵満、主演里見瑤子、製作インターフィルム、2001年4月21日発売（ビデオ映画）
- 『いんらん母娘 ナマで愛して』 : 企画福俵満、主演河村栞、製作・配給新東宝映画、2001年4月27日公開
- 『いんらんアパート 毎晩いかせて!』 : 企画福俵満、主演里見瑤子、製作・配給新東宝映画、2001年6月29日公開
- 『誘い妻 不倫でお仕置き』 : 企画福俵満、主演水原かなえ、製作・配給新東宝映画、2001年8月7日公開
- 『濡れた未亡人 淫らな女将と純情女子高生』 : 企画・脚本福俵満、主演しのざきさとみ、製作インターフィルム、2001年10月21日発売（ビデオ映画）
- 『若妻快楽レッスン 虜』 : 企画福俵満、監督・脚本渡辺護、主演里見瑤子、製作・配給新東宝映画、2001年10月26日公開 - 製作
- 『愛人物語 くわえてあげる』 : 企画福俵満、主演河村栞、製作・配給新東宝映画、2001年11月30日公開
- 『未亡人旅館3 女将の濡れたしげみ』 : 企画福俵満、主演葉月螢、製作・配給新東宝映画、2001年12月28日公開
- 『痴漢レイプ魔 淫らな訪問者』 : 企画福俵満、主演河村栞、製作・配給新東宝映画、2002年3月29日公開
- 『不倫妻 ねっとり乱れる』 : 企画福俵満、主演里見瑤子、製作・配給新東宝映画、2002年4月26日公開
- 『作家と妻とその愛人』 : 企画福俵満、主演里見瑤子、製作・配給新東宝映画、2002年6月28日公開
- 『赤い長襦袢 人妻乱れ床』 : 企画福俵満、主演若宮弥咲、製作・配給新東宝映画、2002年8月9日公開
- 『人妻淫交』 : 企画福俵満、主演里見瑤子、製作・配給新東宝映画、2002年11月1日公開 - 監督・脚本
- 『わいせつ温泉宿 濡れる若女将』 : 企画福俵満、主演河村栞、製作・配給新東宝映画、2003年1月31日公開
- 『綺麗に咲いた』 : 監督かわさきひろゆき、主演重松伴武、製作・配給ENKプロモーション、2003年5月15日公開 - 製作
- 『小説家の情事 不貞の快楽』 : 企画福俵満、主演里見瑤子、製作・配給新東宝映画、2003年6月5日公開 - 監督・脚本
- 『天井裏の痴漢 淫獣覗き魔』 : 企画福俵満、主演川瀬有希子、製作・配給新東宝映画、2003年6月17日公開 - 監督・脚本
- 『いんらん肉布団 女将の濡れ具合』 : 企画福俵満、主演しのざきさとみ、製作・配給新東宝映画、2003年7月8日公開
- 『いんらん家族計画 発情母娘』 : 企画福俵満、主演麻白、製作・配給新東宝映画、2003年8月29日公開
- 『好色くノ一 愛液責め』 : 企画朝倉大介、監督かわさきひろゆき、主演麻白、製作国映、配給新東宝映画、2003年10月31日公開 - プロデューサー
- 『痴漢股ぐらのぞき』 : 企画福俵満、主演麻白、製作・配給新東宝映画、2003年11月28日公開
- 『小説家の情事2 不倫旅行』 : 企画福俵満、主演若宮弥咲、製作・配給新東宝映画、2004年1月9日公開
- 『痴漢探偵 ワレメのTRICK』 : 企画福俵満、主演佐々木麻由子、製作・配給新東宝映画、2004年5月28日公開 - 監督・脚本
- 『人妻・OL・美少女系 悶絶アパート』 : 企画福俵満、主演華沢レモン、製作・配給新東宝映画、2004年7月16日公開
- 『義母と巨乳 奥までハメて!』 : 企画福俵満、主演山口玲子、製作・配給新東宝映画、2004年10月1日公開 - 監督・脚本
- 『欲望温泉 そろって好きもの』 : 企画福俵満、主演華沢レモン、製作・配給新東宝映画、2004年10月29日公開 - 監督・脚本
- 『桃色ガードマン カラダ張ります!』 : 企画福俵満、主演里見瑤子、製作・配給新東宝映画、2004年12月24日公開 - 監督・脚本

- 『新・鍵穴 絡みあう舌と舌』 : 企画福俵満、製作・配給新東宝映画、2005年5月13日公開 - 監督・脚本
- 『セクシー剣法 一本ぶちこむ』 : 企画福俵満、製作・配給新東宝映画、2005年11月11日公開
- 『ダブル・プレイ 友だちの母さんと…』 : 企画朝倉大介、製作国映・新東宝映画、配給新東宝映画、2005年12月30日公開

- 『淫乱 後家ごろし』 : 企画福俵満、製作・配給新東宝映画、2006年6月27日公開 - 監督・脚本
- 『熟母・娘 乱交』 : 企画福俵満、製作・配給新東宝映画、2006年8月11日公開

- 『若妻 しげみの奥まで』 : 企画福俵満、製作・配給新東宝映画、2007年1月9日公開 - 監督・脚本
- 『欲しがる和服妻 くわえこむ』 : 企画福俵満、脚本後藤大輔、製作・配給新東宝映画、2007年6月1日公開
- 『物凄い絶頂 淫辱』 : 企画福俵満、脚本後藤大輔、製作・配給新東宝映画、2007年8月10日公開
- 『やりたがる女4人』 : 企画福俵満、製作・配給新東宝映画、2007年12月28日公開

- 『喪服の未亡人 ほしいの…』 : 監督渡辺護、脚本井川耕一郎、製作国映・新東宝映画・V☆パラダイス、配給新東宝映画、2008年4月25日公開 - 朝倉大介とともに企画
- 『濡れ続けた女 吸いつく下半身』 : 企画福俵満、脚本後藤大輔、製作・配給新東宝映画、2008年5月30日公開
- 『色情セレブ妻 秘められた欲望』 : 企画福俵満、脚本後藤大輔、製作・配給新東宝映画、2008年11月28日公開

- 『絶倫・名器三段締め』（DVD題『天使のしずく』） : 企画福俵満、監督・脚本佐藤吏、製作・配給新東宝映画、2010年10月30日公開 - 製作
- 『淫行 見てはいけない妻の痴態』 : 企画福俵満、製作・配給新東宝映画、2010年12月31日公開 - 監督・脚本

## ビブリオグラフィ
国立国会図書館蔵書等にみる論文・記事等の書誌である。
- 「ピンクのプリンス 稲尾実 佳作一〇〇本なぜ山田洋次にならない?」 : 『映画芸術』第27巻第1号通巻第327号所収、編集プロダクション映芸、1979年2月発行、p.77-79.